# Scopula uberaria
Scopula uberaria là một loài bướm đêm trong họ Geometridae.